# ターリングア
ターリングア (Terlingua ) とはアメリカ合衆国で生産された競走馬および繁殖牝馬である。テルリングアと表記されることもある。半弟にロイヤルアカデミーIIがいる。

## 経歴
2歳時の1978年に競走馬としてデビューし、その後デルマーデビュータントステークス（当時G2）など重賞競走を3勝した。3歳時の1979年にはサンタイネスステークス (G3) 、4歳時の1980年にはラブレアステークス（現G1）を制した。
競走馬引退後は繁殖牝馬となり、1983年に出産したストームキャットが活躍を収めた。ほかにも10頭の産駒を出産し、1984年に出産したチャペルオブドリームズが重賞を制し、1993年に出産したパイオニアリングは種牡馬となっている。また繁殖入りしたチャペルオブドリームズの子孫からは、2008年のレーシングポストトロフィーを勝ったクラウデッドハウス、2025年の関屋記念を制したカナテープが出ている。
2000年に繁殖牝馬を引退し、オーバーブルックファームで余生を過ごしていたが、32歳となった2008年の4月29日、老衰による合併症のために安楽死の処置がとられ、オーバーブルックファームに埋葬されることになった。なお、死後間もない5月15日にはストームキャットが種牡馬を引退すると発表された。

## 主なファミリーライン
- 主要部（GI級競走優勝馬、日本の重賞馬、その他個別記事のある馬）のみ記載。*は日本に輸入された馬。

- Terlingua
  - Storm Cat 1983（ヤングアメリカS）
  - Chapel of Dreams 1984
    - Wiener Wald 1992
      - Argent du Bois 1996
        - *ティッカーテープ 2001（クイーンエリザベスII世チャレンジカップS、アメリカンオークス）
          - カナテープ 2019（関屋記念）

        - Sant Elena  2003
          - Reckless Abandon 2010（ミドルパークS、モルニ賞）

        - Brando 2012（モーリス・ド・ゲスト賞）

      - Bering Island  2000
        - Ithacan Queen 2008
          - Beauty Eternal 2018（チャンピオンズマイル）

      - Crowded House 2006（レーシングポストトロフィー）
      - Fair Daughter 2014
        - Tribalist 2019（ムーラン・ド・ロンシャン賞）

    - Child Bride 2000
      - Mayakoba 2009
        - Win for the Money 2019（ウッドバインマイル）

## 血統表
| ターリングアの血統（ボールドルーラー系／アウトブリード） | ターリングアの血統（ボールドルーラー系／アウトブリード） | ターリングアの血統（ボールドルーラー系／アウトブリード） | （血統表の出典）    | （血統表の出典） |
| 父 Secretariat 1970 栗毛                                 | 父の父Bold Ruler 1954 鹿毛                               | Nasrullah                                                | Nearco              | Nearco           |
| 父 Secretariat 1970 栗毛                                 | 父の父Bold Ruler 1954 鹿毛                               | Nasrullah                                                | Mumtaz Begum        |                  |
| 父 Secretariat 1970 栗毛                                 | 父の父Bold Ruler 1954 鹿毛                               | Miss Disco                                               | Discovery           | Discovery        |
| 父 Secretariat 1970 栗毛                                 | 父の父Bold Ruler 1954 鹿毛                               | Miss Disco                                               | Outdone             |                  |
| 父 Secretariat 1970 栗毛                                 | 父の母Somethingroyal 1952 鹿毛                           | Princequillo                                             | Prince Rose         | Prince Rose      |
| 父 Secretariat 1970 栗毛                                 | 父の母Somethingroyal 1952 鹿毛                           | Princequillo                                             | Cosquilla           |                  |
| 父 Secretariat 1970 栗毛                                 | 父の母Somethingroyal 1952 鹿毛                           | Imperatrice                                              | Caruso              | Caruso           |
| 父 Secretariat 1970 栗毛                                 | 父の母Somethingroyal 1952 鹿毛                           | Imperatrice                                              | Cinquepace          |                  |
| 母 Crimson Saint 1969 栗毛                               | 母の父Crimson Satan 1959 栗毛                            | Spy Song                                                 | Balladier           | Balladier        |
| 母 Crimson Saint 1969 栗毛                               | 母の父Crimson Satan 1959 栗毛                            | Spy Song                                                 | Mata Hari           |                  |
| 母 Crimson Saint 1969 栗毛                               | 母の父Crimson Satan 1959 栗毛                            | Papila                                                   | Requiebro           | Requiebro        |
| 母 Crimson Saint 1969 栗毛                               | 母の父Crimson Satan 1959 栗毛                            | Papila                                                   | Papalona            |                  |
| 母 Crimson Saint 1969 栗毛                               | 母の母Bolero Rose 1958                                   | Bolero                                                   | Eight Thirty        | Eight Thirty     |
| 母 Crimson Saint 1969 栗毛                               | 母の母Bolero Rose 1958                                   | Bolero                                                   | Stepwisely          |                  |
| 母 Crimson Saint 1969 栗毛                               | 母の母Bolero Rose 1958                                   | First Rose                                               | Menow               | Menow            |
| 母 Crimson Saint 1969 栗毛                               | 母の母Bolero Rose 1958                                   | First Rose                                               | Rare Bloom F-No.8-c |                  |